# Isosaari (ö i Finland, Birkaland, Tammerfors, lat 62,12, long 23,47)
Isosaari är en ö i Finland. Den ligger i sjön Iso Mustajärvi och i kommunen Ylöjärvi i den ekonomiska regionen Tammerfors och landskapet Birkaland, i den sydvästra delen av landet, 230 km norr om huvudstaden Helsingfors. Öns area är 1,1 hektar och dess största längd är 190 meter i nord-sydlig riktning.